# Lasioglossum eophilum
Lasioglossum eophilum là một loài Hymenoptera trong họ Halictidae. Loài này được Ellis mô tả khoa học năm 1914.